# Ivo Baća
Ivo Baća (Trpanj, 30. kolovoza 1947.), hrvatski i njemački liječnik, kirurg, hepatolog, gastroenterolog i barijatrijski kirurg. Živi i radi u Njemačkoj, u Bremenu. U Njemačkoj je od 1973. godine.
Osnovnu školu pohađao u Trpnju. 
Medicinu je diplomirao u Rijeci na Medicinskom fakultetu 1973. Poslijediplomski završio na heidelberškom sveučilištu medicinu 1977. godine. Voditelj je Kliničkog odjela Centra za opću i hitnu kirugiju u klinici Bremen Ost.
Doktorirao medicinu na sveučilištu u Göttingenu 1984., profesor kirurgije na istom sveučilištu 1990. na zagrebačkom sveučilištu 1995. godine. Radio još u bolnicama St. Markus u Frankfurtu na Majni, sveučilišnoj klinici u Heidelbergu te bolnici St. Jürgen u Bremenu.
Profesor je na medicinskom fakultetu u Bremenu. Jedan je od vodećih europskih kirurga.
Član je Svjetske udruge hrvatskih liječnika, Međunarodne udruge kirurga, HAZU i Hrvatskog liječničkog zbora. Predsjednik Svjetske udruge hrvatskih liječnika od 1991. godine.
U uredništvu je Hrvatskog medicinskog časopisa. od 1992. godine te u savjetodavnom vijeću časopisa Medizin im Bild. Objavio je preko sto znanstvenih članaka, pišući za Surgical endoscopy, Liječnički vjesnik i druge.

## Vanjske poveznice
- Bibliografija radova Ive Baće na stranicama Bolnice Bremen Ost (njemački)